# PlayStation 2
PlayStation 2 (abbreviata con la sigla PS2) è la seconda console da tavolo per videogiochi prodotta da Sony Interactive Entertainment, presentata il 1º marzo 1999 e commercializzata il 4 marzo 2000 in Giappone, il 26 ottobre nel Nord America e il 24 novembre in Europa.
Da questa macchina, come per la prima PlayStation, è nata poi la versione Slim di dimensioni più compatte, con scheda di rete incorporata e ricevitore infrarossi per il telecomando (già incorporato nelle ultime serie di PlayStation 2 originale).
La PlayStation 2 ha ricevuto ampi consensi da parte dalla critica al momento dell'uscita e, nonostante sia appartenente alla sesta generazione delle console, la sua versione Slim è rimasta in produzione fino al 28 dicembre 2012, ricevendo un significativo supporto da parte di Sony e di alcune software house. Nel 2011 la stessa Sony ha annunciato la grande richiesta che ancora proveniva da zone come il Medio Oriente e il Sud America.
Sono usciti oltre 4.000 giochi per PS2 e, con 160 milioni di unità vendute in tutto il mondo, la PlayStation 2 è la console più venduta di tutti i tempi.

## Storia
La PS2 venne presentata all'E3 di Los Angeles. Furono preparate in fretta e furia due demo dimostrative delle capacità della console. In presenza del presidente stesso della Sony, la nuova console venne presentata animando in tempo reale riflessi acquatici (per evidenziare l'abbondanza di curve di Bézier rispetto ai poligoni della precedente PlayStation) e il movimento naturale dei capelli sul viso di un personaggio della celebre serie Final Fantasy.
La console venne lanciata per primo in Giappone, nel marzo 2000, accompagnata da 10 titoli di lancio, tra cui Ridge Racer V e Street Fighter EX 3. Vendette la straordinaria cifra di 980 000 unità nelle prime 24 ore. Il lancio in Nordamerica avvenne a ottobre 2000 e fu altrettanto un successo. I titoli di lancio erano 26, tra cui Dead or Alive 2: Hardcore, Fantavision e Silent Scope. Tutte le 500 000 unità consegnate vennero vendute subito, con un introito di 250 milioni di dollari nelle prime 24 ore. Il lancio in Europa fu un mese dopo e completò il trio di successi, con 16 titoli di lancio.
Alcuni produttori e sviluppatori di videogiochi hanno sollevato diverse obiezioni sulla praticità del tool di sviluppo del software, piuttosto complesso rispetto a quello utilizzato ad esempio per la creazione di giochi per PC, Sega Dreamcast, Xbox e GameCube. Solo mesi dopo la Sony ha distribuito alle software house un diverso kit di sviluppo che andasse maggiormente incontro alle loro richieste.
È stata prodotta in diversi colori, di cui i principali sono nero e silver. Queste piccole accortezze, unite a un design curato, alla possibilità di leggere CD musicali e film in DVD (funzionalità poi adottate anche dai concorrenti) e al supporto per la connessione a Internet, hanno permesso alla PS2 di elevarsi dal rango di semplice console di gioco destinata ai ragazzi a sistema d'intrattenimento completo.
Le vendite di hardware sembravano aver raggiunto il punto di saturazione del mercato nel 2004, con oltre 70 milioni di modelli venduti. A settembre però, in contemporanea con il lancio del gioco Grand Theft Auto: San Andreas, Sony ha sostituito la PlayStation 2 con la PS2 Slim (soprannominata anche PSTwo), identica per prestazioni alla "sorella" maggiore ma di dimensioni molto inferiori. La mossa (analoga a quella compiuta qualche anno prima con il lancio di PSone) si è rivelata vincente e ha contribuito a spingere ulteriormente le vendite, sino a sfondare il tetto dei 140 milioni di unità.
Nella Playstation 2 ridisegnata è stato integrato l'adattatore di rete e rimosso il controller EIDE per l'hard disk.
Nel 2007 in Giappone e nel 2008 in Europa, Sony ha distribuito anche una seconda versione della PlayStation 2 Slim. Dotata di finiture lucide simili a quelle della PlayStation 3, la nuova Slim si differenzia dal precedente modello anche per le dimensioni leggermente ridotte e per la presenza di un alimentatore interno.
Il 6 novembre 2012 Sony, tramite un messaggio sul proprio Twitter ufficiale, annunciò la cessazione della produzione della Playstation 2.
L'ultimo lotto di console uscì dagli stabilimenti giapponesi a dicembre 2012 e riuscì ancora a vendere 2078 unità in una settimana, superando anche la più moderna Xbox 360. Poco dopo, a inizio 2013, Sony dichiarò formalmente che la produzione era cessata in tutto il mondo.
Con questo avvenimento finisce l'era della sesta generazione di console per videogiochi. Nonostante la sua dismissione, però, la console rimase ancora disponibile sul sito ufficiale di Sony e nei negozi GameStop. Alcuni titoli di PES e FIFA sono stati prodotti per PS2 fino al 2014. Infatti gli ultimi giochi prodotti per questa console sono proprio FIFA 14 e PES 2014.
Il 7 settembre 2018 Sony ha interrotto il supporto tecnico alla console. Da questa data, i servizi di riparazione non sono più attivi.

## Hardware e software

### Compatibilità hardware

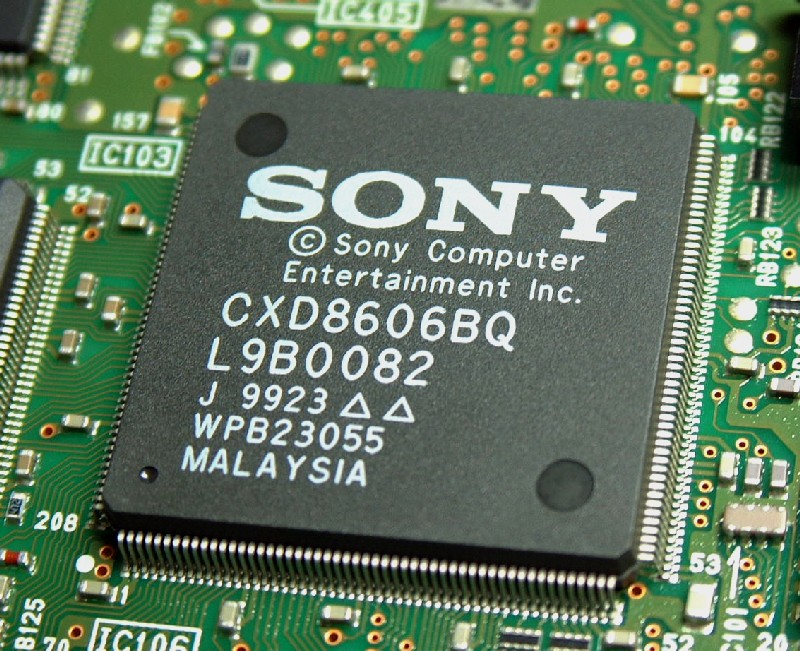
Microprocessore PlayStation utilizzato per compatibilità con il parco giochi della console (oltre a essere il processore IOP della PS2)

La PlayStation 2 può leggere sia i CD-ROM che i DVD-ROM ed è compatibile con l'intero catalogo di videogiochi della console precedente, fattore che in pratica estese a diverse centinaia i giochi disponibili al lancio della macchina; questa compatibilità venne ottenuta grazie al controller I/O che all'occorrenza abilitava il chip della prima console di Sony.
Il fatto che la PlayStation 2 legga i DVD ha permesso che molti acquirenti accettassero l'alto prezzo di partenza della console, ed è grazie anche alla grande diffusione dei DVD video (film) nel mondo che la PlayStation 2 ha visto salire vertiginosamente i propri dati di vendita, permettendo alla Sony di diminuirne gradualmente il prezzo.
La PlayStation 2 è compatibile anche con le vecchie periferiche PlayStation, come i joypad e le memory card (queste ultime solo per i giochi per la prima console). Appena uscita sul mercato la PlayStation 2 aveva diverse caratteristiche in più rispetto alle sue concorrenti, incluso il lettore DVD, che la console Sega Dreamcast (uscita prima della PS2) e il Nintendo GameCube (uscito dopo) non possedevano. L'Xbox di Microsoft invece, proprio sull'esempio della PS2, venne anch'esso dotato di lettore DVD (e di altre caratteristiche inedite, in primis l'hard disk interno installabile sulle prime console "fat").
Le nuove periferiche per PS2 estendono il campo di interesse della console (si passa dal microfono venduto con il gioco Singstar, alla telecamera Eye Toy, al tappeto da ballo) e godono di un moderno collegamento USB con la macchina (a cui si possono anche collegare, tra le altre cose, delle stampanti, per produrre screenshot dei giochi ove possibile - vedi Gran Turismo 4).
Nel tempo diversi modelli di PlayStation 2 si sono succeduti, apportando piccole modifiche alla macchina e alla compatibilità verso alcuni supporti ottici, come i DVD registrabili. Una delle modifiche più importanti apportate riguarda ad esempio la drastica riduzione del rumore della ventola di raffreddamento della console.

### Modding

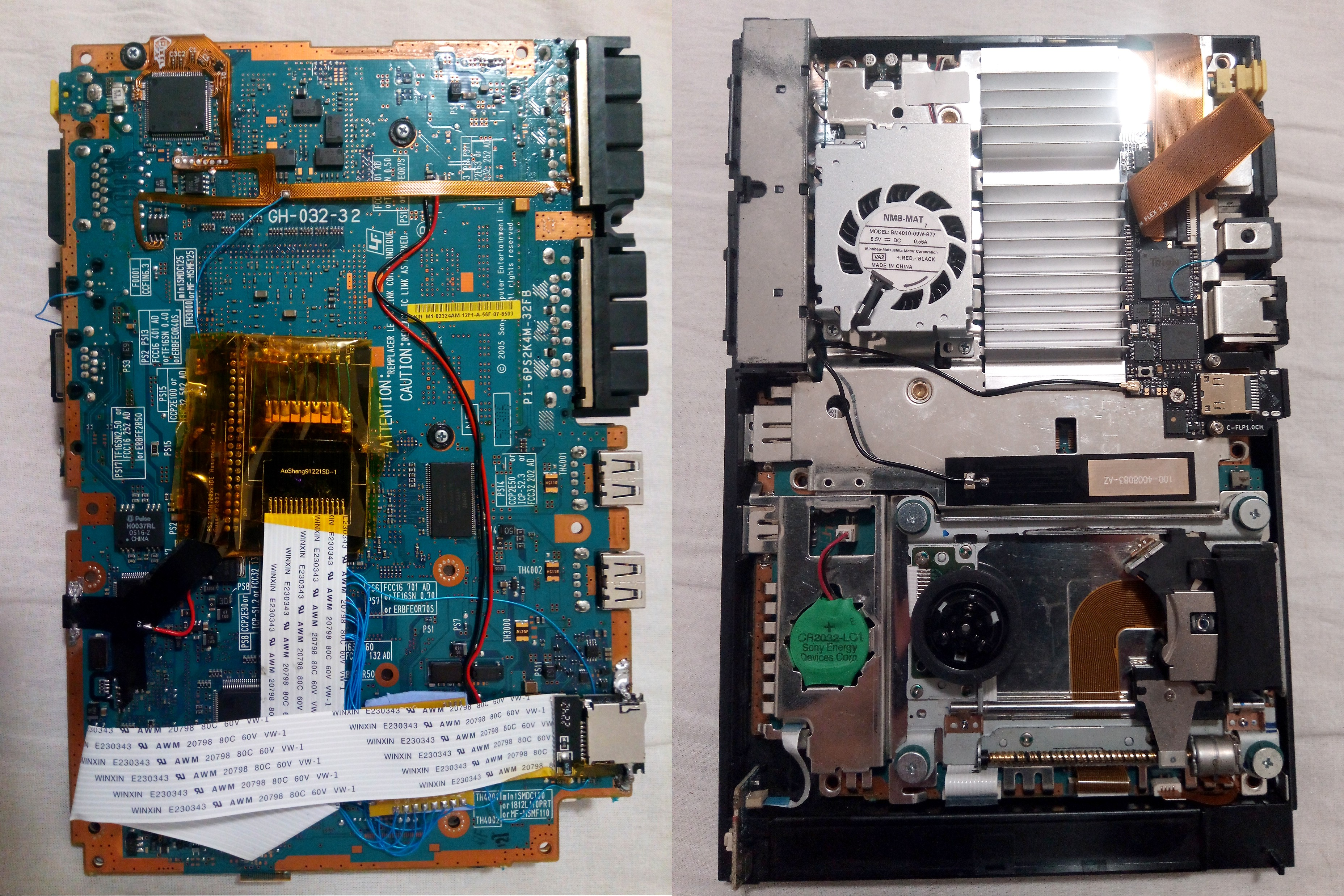
Console Playstation 2 con hardmod HDMI, IDE resurrection con convertitore in lettore SD e modchip

La popolarità della console ha ispirato dei tentativi di eludere i meccanismi di protezione software e hardware così come ha ispirato delle modifiche all'aspetto esteriore del case. Le modifiche hardware influenzano tutto, dalla semplice sostituzione di porzioni del case fino all'apertura del case stesso per installare dei modchip. Le modifiche al software sono meno invasive e cercano di alterare le routine che impediscono alla PS2 di eseguire programmi non firmati o funzioni inedite. Per le console moddate, sono stati resi disponibili differenti emulatori, quali per Nintendo 64, Game Boy Advance ed altre piattaforme delle generazioni precedenti.
Inoltre a seconda del modello sono disponibili dei kit che permettono di ripristinare funzioni rimosse sulle revisioni più recenti, come il ripristino della porta IDE il quale può essere abbinato a degli adattatori per i nuovi formati di archiviazione, oppure dei sistemi di protezione del laser per evitare che si bruci, soprattutto a seguito dell'installazione del modchip e la lettura di dischi masterizzati, ma esistono anche modifiche hardware per rendere compatibile la console ai nuovi standard video, permettendo un'uscita nativa in HDMI.

### Retrocompatibilità software
La retrocompatibilità con i vecchi giochi PlayStation è stato un punto importantissimo della strategia di vendita Sony. In questo modo tutti i possessori della vecchia console hanno potuto conservare i propri giochi e tutti gli acquirenti che non possedevano la prima PlayStation hanno avuto accesso immediato ad un catalogo di giochi di oltre 500 unità. La PS2 ha inoltre la possibilità di far girare più velocemente un gioco PS1 (diminuendo ad esempio i tempi di caricamento) e la capacità di migliorare lievemente la grafica, anche se paradossalmente queste opzioni su una manciata di giochi possono causare il blocco della lettura da CD durante la partita.

### Blocco regionale
Tutti i software PlayStation contengono il blocco regionale, come accade quasi sempre per i film in DVD, non consentendo ad esempio a una console europea di leggere software giapponese. La PS2 è stata soggetta a modifiche hardware (la cosiddetta pirateria), consentendo così di far girare software di giochi non originali, ma anche software provenienti da un altro paese, aggirando quindi il blocco regionale.

### Gioco online

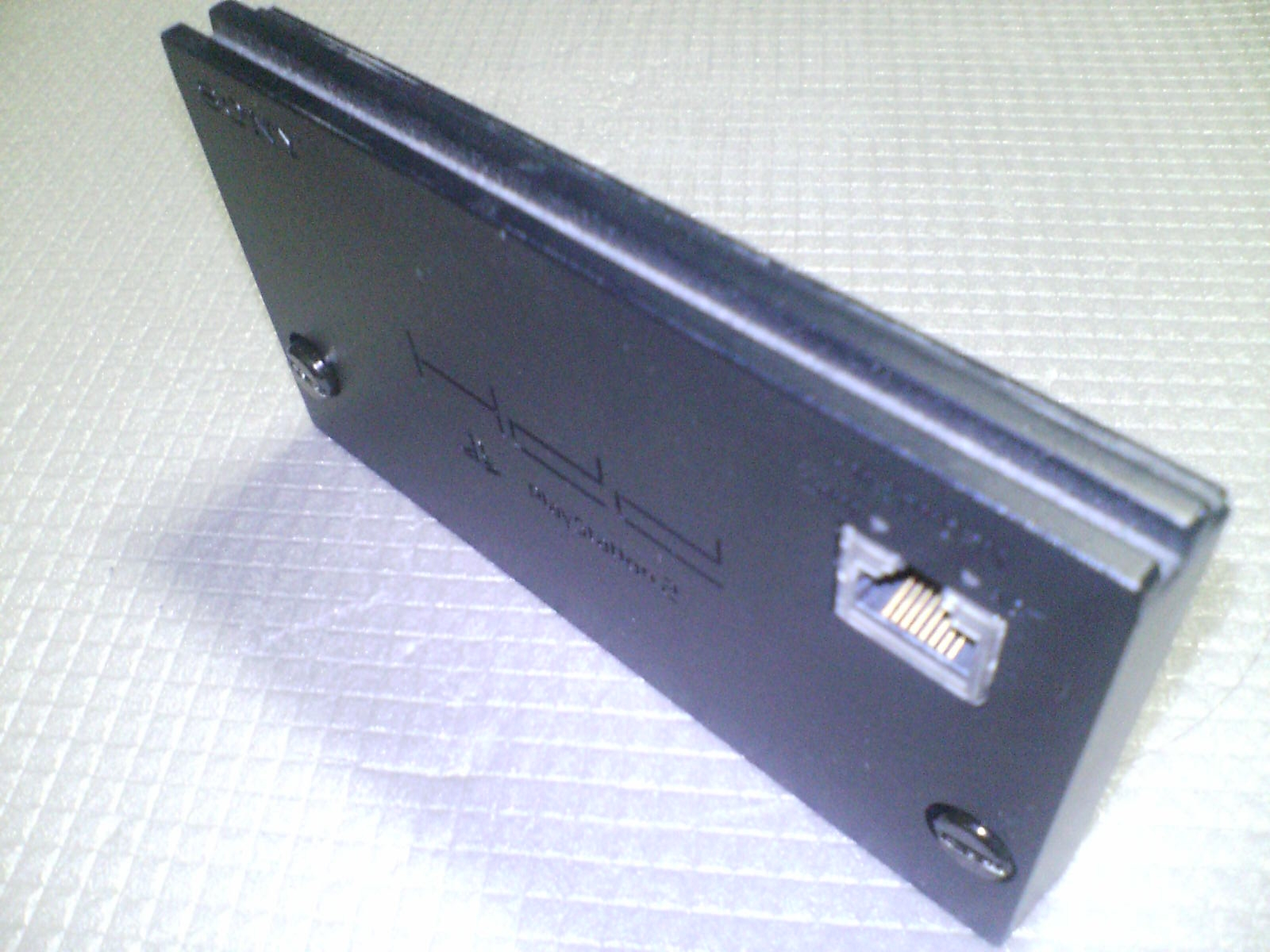
Adattatore per la prima versione di PlayStation 2

Con la prima serie detta "Fat" di PlayStation 2 era necessario acquistare una parte hardware, PS2 Network Adapter, che permetteva il collegamento alla rete. Ma con l'uscita della PS2 Slim (la versione piccola), tale periferica è stata inclusa nella console. Solo alcuni giochi però hanno la possibilità di essere eseguiti in rete. Al contrario della console Xbox e di Xbox Live, il gioco in rete con la PS2 è gratuito (senza contratto) utilizzando il servizio PS2Online, sebbene molte software house abbiano la facoltà di utilizzare un proprio server (a pagamento) per far girare i propri giochi in rete.

### Accessori

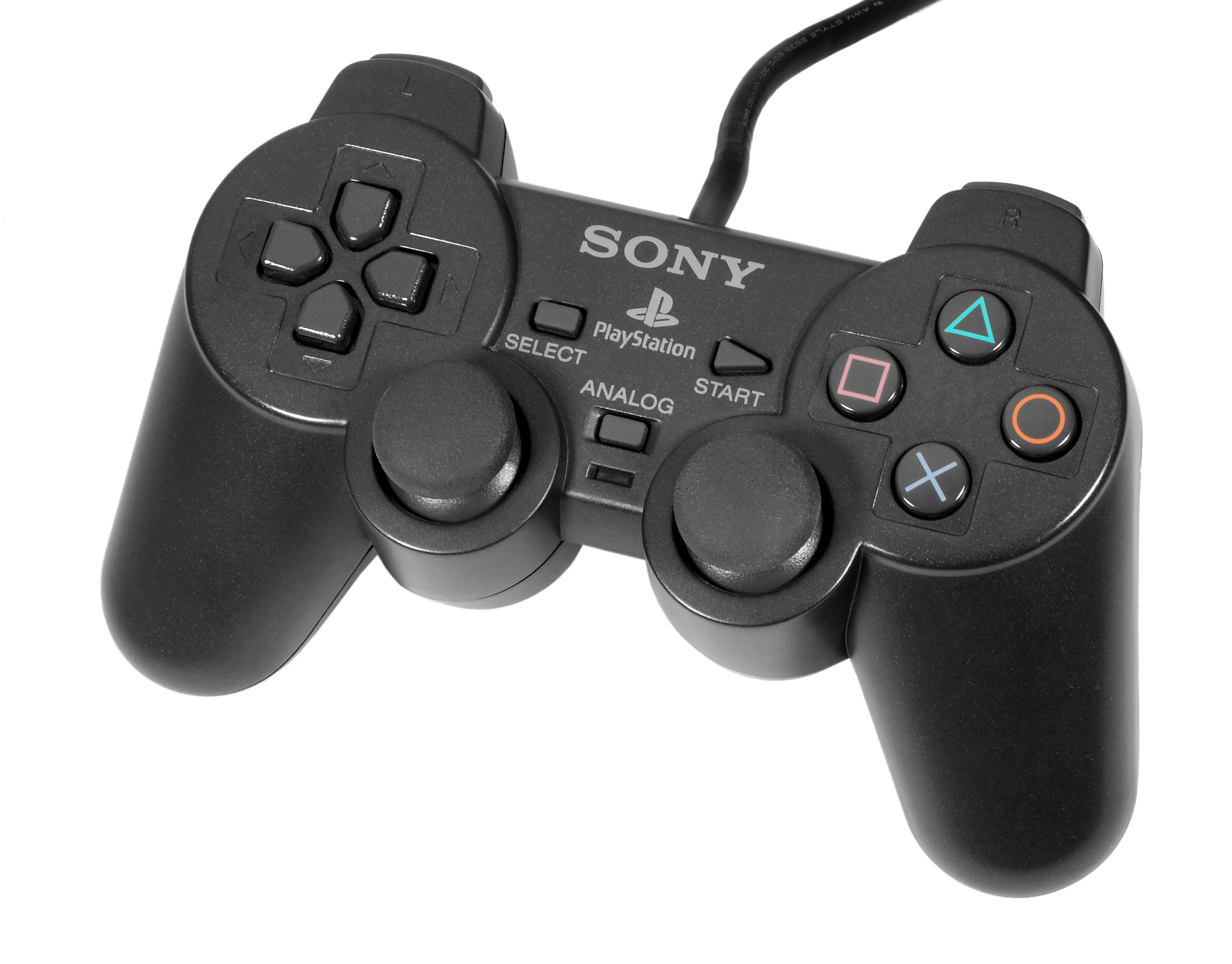
Il controller DualShock 2

Il controller della PS2, chiamato DualShock 2, è molto simile a quello prodotto per la PlayStation e ha le medesime funzionalità di base. Include però il meccanismo di misurazione della sensibilità rispetto alla pressione dei tasti, è un po' più leggero e ha due livelli di vibrazione aggiuntivi. Inoltre tali motori sono stati potenziati, fornendo così una vibrazione più realistica e coinvolgente.
Altri nuovi accessori sono il telecomando (utile soprattutto quando si usa la console per vedere un film in DVD), il modem, le memory card da 8 MB, la videocamera Eye Toy, il set di cuffie e microfono (piccolo) per comunicare online, il microfono (grande) con cui cantare a Singstar, la pulsantiera inclusa con il gioco Buzz!, e tutte le periferiche solitamente abbinate ai PC (mouse, tastiera, stampante...), oltre alla chitarra wireless per la serie musicale Guitar Hero.
Il telecomando è composto da un telecomando per DVD Sony (opportunamente modificato con qualche tasto in più) e un ricevitore ad infrarossi da collegare alla console per la ricezione del segnale. Vista la scomodità del cavo e la poca dimestichezza con il gamepad che alcuni hanno, il telecomando rende la console un lettore DVD a tutti gli effetti.
Esistono controller non ufficiali dotati di funzionalità wireless, composti da due parti: un controller senza fili ed un ricevitore da attaccare alla PlayStation come un normale joypad. Alcuni modelli permettono diverse frequenze di trasmissione per poter utilizzare due o più controller wireless contemporaneamente.

## Specifiche tecniche
- Central Processing Unit:

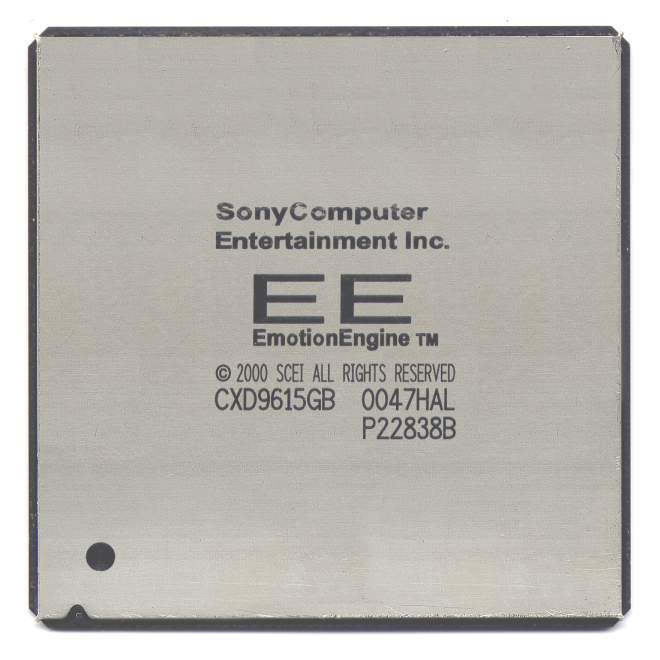
Processore Emotion Engine

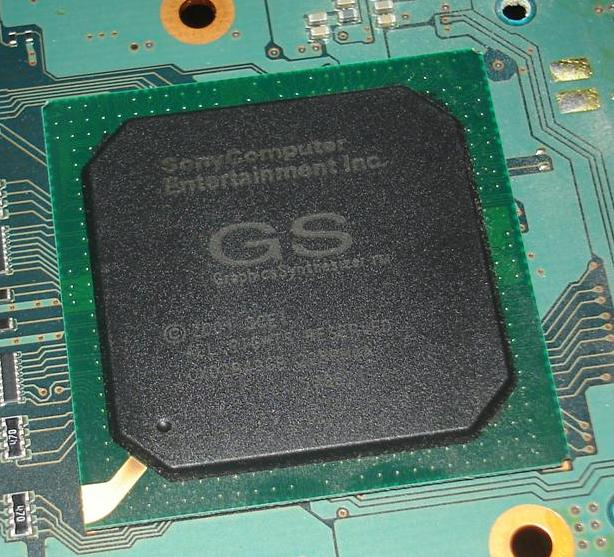
Scheda grafica Graphic Synthesizer

  - Emotion Engine-64 bit da 10,5 milioni di transistor @294 MHz
  - 16KB cache di primo livello
  - 24KB cache di secondo livello
  - Performance complessiva: 6,2 GigaFLOPS
- Graphics Processing Unit:
  - Graphics Synthetizer @147 MHz
  - DRAM Embedded di 4 MB / Bandwidth @48 Gbit/s
  - Rendering grafico di picco pari a 14,6 milioni di poligoni al secondo
    - Unità vettoriale 0: 66 milioni di poligoni
    - Unità vettoriale 1: 80 milioni di poligoni

  - Ombreggiatura a 16 Shaders di tipo unificato
  - Fillrate in pixel da 2,35 gigasamples al secondo
- Memoria:
  - 32 MB RDRAM
  - System Bandwidth @3,2 Gbit/s
- Suono:
  - Frequenza di campionamento a 48,0 kHz
- Unità Disco:
  - DVD-ROM 4×
  - CD 24×
- Archiviazione:
  - 2 porte memory card MagicGate da 8 MB
- Comunicazione:
  - 2 porte USB 1.1
  - Ethernet LAN (porta integrata nel modello Slim SCPH-700xx e superiore)
  - IEEE 1394 (porta FireWire/iLink, solo nel modello SCPH-390xx e inferiore)
  - Ricevitore a infrarossi (per telecomando, integrato nel modello SCPH-500xx e superiore)
- Uscite audio/video (multi out):
  - Video composito e SCART (RGBS): 480i/480p (NTSC) - 576i (PAL/SÉCAM)
  - Video a componenti: 720p - 1080i (YPbPr o RGB/RGsB[18])

## Videogiochi
Durante la sua produzione vennero pubblicati oltre 3800 videogiochi per PlayStation 2; una cifra che la rese la console con più giochi di tutti i tempi, oltre a essere la più venduta. I titoli complessivi sono intorno a 4500.
In una classifica della rivista Retro Gamer, basata sul sondaggio dei lettori, vennero ricordati come i migliori giochi per PlayStation 2, nell'ordine: Shadow of the Colossus, Grand Theft Auto: Vice City, Metal Gear Solid 3, Resident Evil 4, Grand Theft Auto: San Andreas (il più venduto per la console), Final Fantasy X, Silent Hill 2, ICO, Metal Gear Solid 2, Burnout 3: Takedown, God of War, Ōkami, TimeSplitters 2, Jak and Daxter: The Precursor Legacy, Persona 4, OutRun 2006: Coast 2 Coast, Katamari Damacy, Gran Turismo 4, Kingdom Hearts, Dragon Quest VIII: L'odissea del re maledetto, Grand Theft Auto III, Final Fantasy XII, Devil May Cry, Virtua Fighter 4 Evolution, Gradius V.